# Kampong Thom
Pour la province, voir Province de Kampong Thom.
Kampong Thom (Kompong Thom កំពង់ធំ en khmer), de son vrai nom Krong Stung Sen, est une ville du Cambodge, chef-lieu de la province du même nom. Elle est située sur le Sen, un affluent du Tonlé Sap. La ville est située à mi-chemin entre Siem Reap et Phnom Penh.

## Étymologie
Le nom original de Kampong Thom était "Kampong Pus Thom" (ou "le couple de gros serpents"). Ce nom dérive d'un couple de grands serpents que l'on disait vivre dans une grotte près de la rivière Sen et que les gens ont vu le jour consacré à Bouddha. Les Français pendant la période coloniale ont abrégé le nom de la ville en "Kampong Thom" ou "grand Kampong" et nommèrent ainsi la province après qu'ils eurent divisé le royaume en provinces. Le nom Krong Stung Sen signifie lui "Ville du Stung Sen", la rivière de la ville.

## Géographie

### Situation
Kampong Thom est située à 160 kilomètres au nord de Phnom Penh, 100 kilomètres au nord-ouest de Kampong Cham, et 150 kilomètres au sud-est de Siem Reap.

## Transport

### Route
Elle est desservie par la Route Nationale 6, allant de Siem Reap à Phnom Penh. Un pont au-dessus de l'affluent du Tonlé Sap a été construit grâce à des subventions de la part de l'Australie.

## Santé
Grâce à une subvention de 36 000 $ par l'entreprise pharmaceutique danoise, Novo Nordisk et du soutien financier de la Fondation mondiale contre le diabète, l'une des deux cliniques du diabète a été construite dans la ville, l'autre a été construite à Battambang. La ville possède un hôpital provincial ainsi que de nombreuses cliniques privées.

## Tourisme
Kampong Thom est plus une ville pour faire une escale sur le chemin de Siem Reap à Phnom Penh, qu'un lieu très touristique. En dépit de la ville elle-même, les gens et notamment les touristes y viennent pour explorer l'ancienne capitale du Chenla et aujourd'hui site archéologique de Sambor Prei Kuk situé à 35 kilomètres au nord de Kampong Thom, ou même les temples éloignés de Preah Khan et le temple de Preah Vihear. Outre ces temples éloignés, la ville possède un ancien bâtiment colonial, situé sur la rive sud du Stung Sen, aujourd'hui à l'abandon. Juste à côté, plusieurs grands arbres accueillent des centaines de chauve-souris qui s'envolent au crépuscule. Il y a aussi plusieurs pagodes et un musée consacré à l'histoire de la ville.